# Tenstrike
Tenstrike é uma cidade localizada no estado americano de Minnesota, no Condado de Beltrami.

## Demografia
Segundo o censo americano de 2000, a sua população era de 195 habitantes.
Em 2006, foi estimada uma população de 207, um aumento de 12 (6.2%).

## Geografia
De acordo com o United States Census Bureau tem uma área de
11,5 km², dos quais 8,5 km² cobertos por terra e 3,0 km² cobertos por água. Tenstrike localiza-se a aproximadamente 433 m acima do nível do mar.

## Localidades na vizinhança
O diagrama seguinte representa as localidades num raio de 32 km ao redor de Tenstrike.